# 볼프스부르크 폭스바겐 공장
볼프스부르크 폭스바겐 공장(영어: Wolfsburg Volkswagen Plant)은 폭스바겐 그룹의 전 세계 본부이며면적이 650만 m²(7000만 평방 피트)에 불과한 세계 최대 제조 공장 중 하나이다.볼프스부르크 공장은 2015년에 815,000대의 자동차를 생산하였으며 폭스바겐 카레부어스트도 생산되고 있다.

## 생산된 자동차

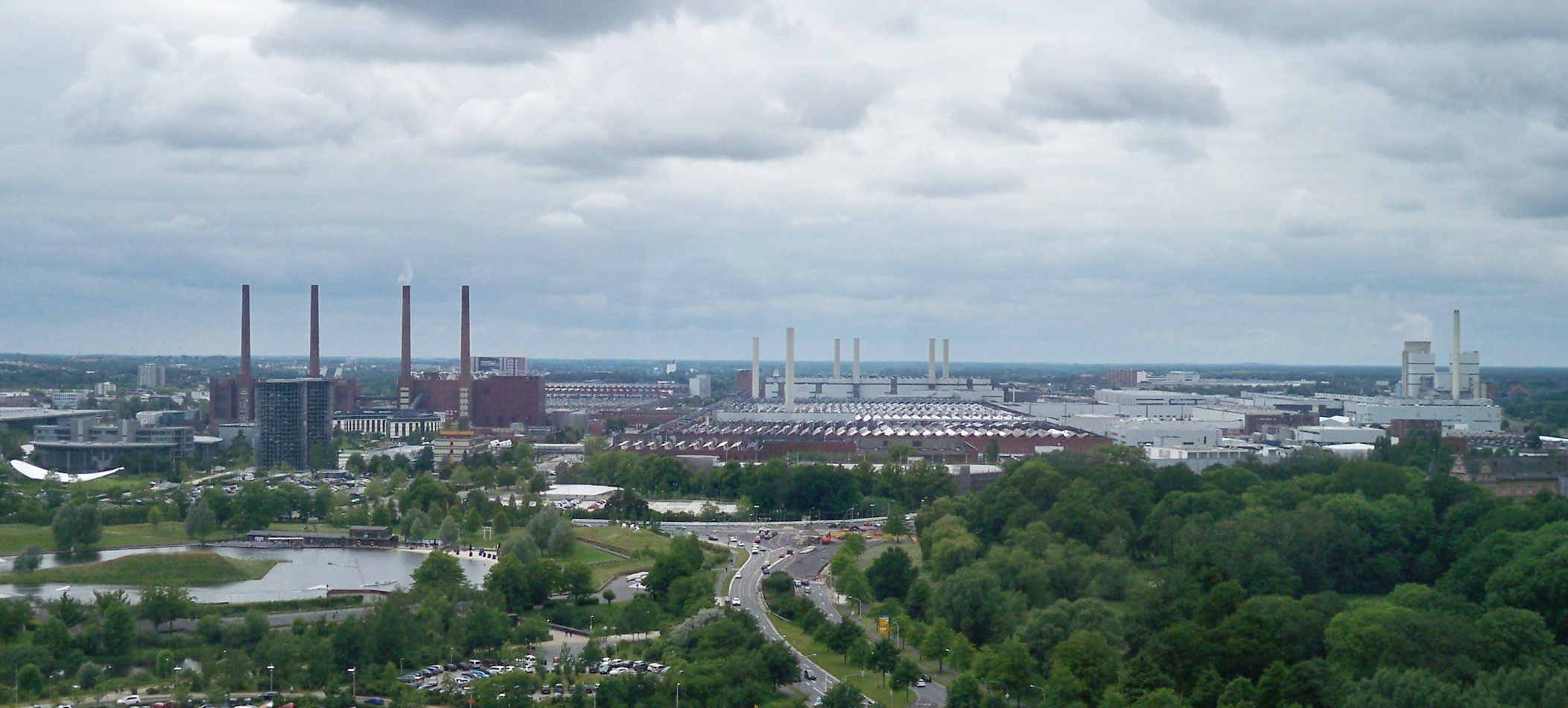
볼프스부르크 폭스바겐 공장

- 폭스바겐 골프
- 폭스바겐 투란
- 폭스바겐 티구안

## 같이 보기
- 아우토슈타트